# Inga pauciflora
Inga pauciflora é uma espécie vegetal da família Fabaceae.
Apenas pode ser encontrada no Panamá.
Está ameaçada por perda de habitat.